# Jordens alder
Moderne geologer og geofysikere fastsætter Jordens alder til at være omkring 4,54 milliarder år (4.54 × 109 år). Denne alder er blevet bestemt ved radiometrisk datering af meteoritmateriale og stemmer overens med alderen på de ældste kendte klipper på Jorden og Månen.
Efter den videnskabelige revolution og udviklingen af radiometrisk aldersbestemmelse, viste målinger af blyforekomster i uranrige mineraler, at nogle af disse var mere end en milliard år gamle. De ældste sådanne mineraler, som indtil nu er blevet analyseret, er små krystaller af zirkon fra Jack Hills i det vestlige Australien, der er mindst 4,404 milliarder år gamle. Sammenligning mellem Solens masse og luminositet og de utallige andre stjerner, lader til at vise, at solsystemet ikke kan være meget ældre end disse klipper. Ca-Al-rige inklusioner (inklusioner rige på calcium og aluminium) – de ældst kendte faste stoffer i de meteoriter, som er dannet i solsystemet – er 4,567 milliarder år gamle, hvilket giver solsystemets alder og en øvre grænse for Jordens alder. Det menes, at sammenkitningen af Jorden begyndte kort efter, at disse inklusioner og meteoritter blev dannet. Eftersom det ikke vides nøjagtigt, hvor lang tid det tog at danne Jorden, og forudsigelserne fra forskellige modeller af processen viser en varighed på fra nogle få millioner og op til omkring 100 millioner år, er Jordens præcise alder vanskelig at bestemme. Det er også vanskeligt at fastsætte den nøjagtige alder på de ældste klipper på Jorden, eftersom de er sammensat af mineraler, som muligvis har forskellig alder. Acasta Gneiss i det nordlige Canada kan være de ældste kendte klipper fra Jordens skorpe, som stadig findes på dens overflade.
I århundrederne inden den videnskabelige revolution brugte europæerne information fra Bibelen til at bestemme jordens alder, og der findes stadig religiøse grupper, som kun accepterer teologiske estimater, baseret på oplysningerne i deres hellige skrifter.

## Religiøse og trosmæssige opfattelser
Puranahinduer tror, at universet skabes, tilintetgøres og skabes igen i en uendeligt gentaget cyklus. I den hinduistiske kosmologi eksisterer hvert univers ca. 4.320.000.000 år (hvilket svarer til en dag for skaberen, Brahma). Derefter ødelægges det af ild og vand, og Brahma hviler i en nat af samme længde som dagen. Denne proces kendes som pralaya, og den gentages i 100 Brahma-år (Brahmas livslængde) – hvilket altså kan omregnes til 311 trillioner menneskeår. Ifølge hinduernes tidsregning er vi i den nuværende Brahmas 51. år, hvorfor det er 155 trillioner år siden, at han fødtes som Brahma. Efter hans død vil der gå 100 Brahma-år, inden skabelsen finder sted på ny. Ifølge hinduismen gentages denne proces i al evighed.
Hankineserne mente, at jorden blev skabt og ødelagt i cykliske perioder, som varede mere end 23 millioner år (Ma). Tankegangen bag disse meget lange tidsrum fra menneskets skabelse og den lange periode frem i tiden, efter at mennesket var forsvundet, var ukendt i Europa. Ifølge græsk, germansk og keltisk mytologi er jorden kun et par tusinde år gammel, og Toraen og Bibelen angiver en alder på linje hermed. I flere århundreder troede videnskabsmænd og teologer fra vesten således, at Jorden ikke kunne være ældre end nogle tusind år. En undtagelse var Aristoteles, som var af den opfattelse, at Jorden og universet var uendelig gammelt.
Under Reformationen prøvede man at beregne Jordens alder ved at foretage beregninger af tidslinjer ud fra den information, man fandt i Bibelen. Tidslinjerne kunne sammenstilles ved hjælp af aneregistrene i Første Mosebog. Mellem de forskellige teologers beregninger var der en forskel på nogle tiår, men på den tid, da de blev udført (ca. 1550), blev det anslået, at alderen var ca. 5.500 år. Tycho Brahes elev Longomontanus beregnede, at skabelsen var sket i år 3.967 f.Kr. En af datidens spekulationer gik på, om Jorden var blevet skabt om for- eller efteråret, og ærkebiskop James Ussher fra ærkebispedømmet Armagh (Irland) påstod i 1654, at skabelsen var begyndt den 23. oktober, 4004 f.Kr. Den jødiske kalender fastsætter verdens skabelse til at være sket 7. oktober 3761 f.Kr.
Omkring år 1800 var det stadig den almindelige mening, også blandt lærde, at Jordens alder var omkring 6.000 år, og Københavns Universitets Almanak angav helt til 1911 antallet af år siden verdens skabelse på første side. Med oplysningstiden i det 18. århundrede var naturvidenskaben dog begyndt at nå til andre resultater. De første naturvidenskabsmænd forsøgte at passe de videnskabelige resultater, som gav Jorden stadig højere alder, ind i Bibelens billede af skabelsen, og dette synspunkt videreføres stadig af mange religiøse retninger og trossamfund, herunder af gammeljordskreationister. Derimod er ideen om en ung jord dog på grund af den forbedrede forståelse og udvikling af helt nye målemetoder helt forladt af videnskaben, men også den lever stadig i brede, religiøse kredse, blandt andet repræsenteret ved ungjordskreationisme.

## Den videnskabelige udvikling

### Udviklingen af de geologiske koncepter
Det var studier af strata, lagdelingen af klipper og jordarter, som gav naturhistorikere det indtryk, at Jorden må have gennemgået mange ændringer i løbet af sin eksistens. Disse lag indeholdt ofte forstenede rester af ukendte skabninger, hvilket fik nogle til at tyde dette som en udvikling af organismer fra lag til lag.
Abū Rayhān Bīrūnī opdagede i det 11. århundrede, at der fandtes skaller og fossiler i egne, som tidligere var havbund, men som ved landhævning var blevet til tørt land, som det blandt andet er tilfældet for det indiske subkontinent. Ud fra dette indså han, at Jordens konstant ændrer sig og foreslog, at den havde en alder, men at dens opståen lå for langt tilbage i tiden til at kunne måles. Avicenna (11. århundrede) var den første, der fremsatte superpositionsprincippet for strata. Han skitserede det under behandlingen af bjerges dannelse i bogen The Book of Healing fra 1027. Shen Kuo fra det 11. århundrede var ligeledes inde på, hvad der senere blev betegnet som dyb tid.
Niels Stensen var i det 17. århundrede en af de første vestlige naturvidenskabsmænd, som indså forbindelsen mellem fossiler og strata. Hans observationer førte ham til at formulere vigtige stratigrafiske koncepter (iblandt hvilke er en præcisering af "superpositionsprincippet" og "princippet om vandret aflejring"). I 1790'erne fremsatte den britiske geolog William Smith den hypotese, at hvis to klippelag på vidt forskellige steder indeholdt fossiler af samme type, var det meget sandsynligt, at lagene havde samme alder. William Smiths nevø og elev, John Phillips beregnede senere på grundlag af sådanne overvejelser, at Jorden var omkring 96 millioner år gammel.
Videnskabsmanden Mikhail Lomonosov, der anses for at være den russiske videnskabs fader, foreslog i midten af det 18. århundrede, at Jorden var skabt uafhængigt af resten af universet og adskillige hundredtusind år tidligere. Lomonosovs ideer herom var mest af spekulativ karakter, men i 1779 forsøgte den franske videnskabsmand Comte du Buffon at opnå en bestemmelse af Jordens alder ved et eksperiment: Han fremstillede en lille globe, som lignede Jorden i sammensætning, og målte den hastighed, hvormed den afkøledes. Eksperimentet førte ham til at anslå Jordens alder til at være mellem 75.000 og 168.000 år.
Andre videnskabsmænd brugte disse hypoteser til at fastlægge Jordens historie, omend deres tidslinjer var unøjagtige, fordi de ikke var klare over, hvor lang tid det tog at danne de stratigrafiske lag. I 1830 udviklede geologen Charles Lyell nogle ideer, som var fremsat af den skotske naturfilosof James Hutton, og udbredte den opfattelse, at Jordens landskabsformer til stadighed er under ændring, at de eroderes og gendannes til stadighed i nogenlunde konstant hastighed. Dette var en udfordring til det traditionelle synspunkt, som anså Jordens historie for at være statisk, bortset fra ændringer som skyldtes katastrofer med ujævne mellemrum. Mange videnskabmænd tilsluttede sig Lyell og blev "uniformitarianere", der anså ændringer for at ske konstant og med jævn hastighed.

### De tidlige beregninger: Fysikere, geologer og biologer
I 1862 offentliggjorde fysikeren William Thomson (der senere adledes som Lord Kelvin) fra Glasgow beregninger, som fastsatte Jordens alder til at være mellem 24 og 400 millioner år.:14–17 
Han antog, at Jorden var blevet skabt som en helt smeltet kugle af klippe og bestemte den tid, det ville tage for kuglen at afkøles til dens nuværende temperatur. Hans beregninger indbefattede ikke den stadige tilførsel af varme ved radioaktivt henfald, som ikke var kendt på hans tid.
Geologerne havde vanskeligt ved at godtage en så lille alder for Jorden. Biologerne kunne gå med til, at Jorden måtte have en endelig alder, men selv 100 millioner år forekom at være meget for kort til at være sandsynlig. Charles Darwin, der havde studeret Lyells arbejde, havde fremsat sin teori om Arternes Oprindelse ved naturlig udvælgelse, som er en proces, hvis kombination af tilfældig, arvelig variation og kumulativ udvælgelse forudsætter lange tidsrum at virke i. I den forbindelse syntes selv 400 millioner år ikke at være tilstrækkeligt.
I en forelæsning i 1869 angreb Darwins store fortaler, Thomas H. Huxley, Thomsons beregninger og foreslog, at de virkede nøjagtige i sig selv, men var baseret på forkerte forudsætninger. Den tyske fysiker Hermann von Helmholtz (i 1856) og den canadiske astronom Simon Newcomb (i 1892) bidrog til debatten med deres egne beregninger på henholdsvis 22 og 18 millioner år: De beregnede uafhængigt af hinanden den tid, det ville tage for Solen at "falde sammen" til dens nuværende diameter og klarhed fra den tåge af gas og støv, hvoraf den dannedes.:14–17  De opnåede værdier var overensstemmende med Thomsons beregninger, men de antog, at Solen kun glødede på grund af varmen fra dens gravitationssammentrækning, eftersom Solens kernefusion ikke var kendt på dette tidspunkt af videnskabens historie.
Også andre videnskabsmænd sluttede op om Thomsons tal. Charles Darwins søn, astronomen George H. Darwin fra Cambridge Universitet, foreslog at Månen var brudt af Jorden på et tidspunkt, hvor begge var i smeltet tilstand, og beregnede den tid, det ville taget tidevandsvirkningen at give Jorden sit nuværende døgn på 24 timer. Hans værdi for Jordens alder på 56 millioner år gav yderligere støtte til, at Thomson var på rette spor.:14–17 
I 1899 og 1900 beregnede John Joly fra Dublins Universitet den hastighed, hvormed oceanerne skulle have ophobet stensalt (halit) fra erosionsprocesser og kom frem til, at oceanerne var omkring 80 til 100 millioner år gamle.:14–17 

## Radiometrisk datering

### Oversigt
Mineraler i klipper indeholder naturligvis visse grundstoffer og ikke andre. Ved radioaktivt henfald af radioaktive isotoper i en klippe, kan sjældne grundstoffer i tidens løb opstå i den. Ved at måle koncentrationen af henfaldprocessens stabile slutprodukt og kende halveringstiden og den oprindelige koncentration af det henfaldne grundstof, kan klippens alder beregnes. Typiske radioaktive slutprodukter er argon fra henfald af kalium-40 og bly fra henfald af uran og thorium. Hvis klippen smelter, som det sker i Jordens kappe, vil sådanne ikke-radioaktive slutprodukter typisk enten undslippe eller blive omfordelt. Derfor giver alderen på de ældste klipper på Jorden en minimumsalder for Jorden, idet det forudsættes, at klippen ikke kan have eksisteret længere end Jorden selv.

### Konvektion i kappen og radioaktivitet
I 1892, hvor Thomson var blevet adlet til Lord Kelvin som anerkendelse for hans mange videnskabelige bidrag, beregnede han Jordens alder ved at bruge varmegradienter og nåede et skøn på 100 millioner år. Han vidste ikke, at Jorden har en flydende og meget viskøs kappe, og det ødelagde hans beregning. I 1895 fremkom John Perry med et skøn over alderen på 2 til 3 milliarder år ved at bruge en model med en kappe udsat for konvektion og en tynd skorpe. Kelvin holdt fast ved sit skøn på 100 millioner år og reducerede det senere til omkring 20 millioner år.
Den franske kemiker A. Henri Becquerels opdagelse af radioaktivitet i 1896 indførte endnu en faktor i beregningerne. I 1898 opdagede de to ligeledes franske videnskabsmænd, Marie og Pierre Curie de radioaktive grundstoffer polonium og radium, og i 1903 bekendtgjorde Pierre Curie og hans medarbejder Albert Laborde, at radium producerede varme nok til at smelte sin egen vægt i is i løbet af mindre end en time.
Geologerne indså hurtigt, at opdagelsen af radioaktivitet ændrede de forudsætninger, som lå til grund for de fleste beregninger af Jordens alder, fordi disse gik ud fra, at Jorden og Solen var dannet på et tidspunkt i fortiden og havde været udsat for gradvis afkøling siden da. Radioaktiviteten betød, at der var en proces, som tilførte varme. George Darwin og Joly var de første til at påpege dette, også i 1903.

### Opfindelse af radiometrisk datering
Radioaktiviteten, som havde kuldkastet de gamle beregninger, viste sig imidlertid at kunne danne basis for forbedrede beregninger i form af radiometrisk datering.
Ernest Rutherford og Frederick Soddy, der arbejdede sammen på McGill-universitetet, havde fortsat deres undersøgelser af radioaktive stoffer og fastslået, at radioaktiviteten skyldtes spontan ændring af atomare grundstoffer. Ved radioaktivt henfald omdannes et grundstof til et andet og lettere grundstof, idet der udsendes alfa-, beta- eller gammastråling. De fastslog desuden, at et bestemt radioaktivt stof henfalder til et andet stof med en karakteristisk henfaldstid, som angives i form af en "halveringstid", dvs. den tid, som går indtil halvdelen af det radioaktive stofs masse er omdannet til sit "henfaldsprodukt".
Nogle radioaktive stoffer har meget korte halveringstider, mens andre har lange. Til de sidste hører uran og thorium, hvorfor disse stadig findes i Jordens skorpe, mens radioaktive grundstoffer med korte halveringstider i almindelighed er forsvundet. Det pegede på, at det kunne være muligt at måle sig frem til Jordens alder ved at bestemme de relative mængder af radioaktive stoffer i geologiske prøver. I virkeligheden henfalder radioaktive stoffer ikke altid direkte til ikke-radioaktive ("eller stabile") stoffer, men til andre radioaktive grundstoffer, som har deres egen halveringstid og så fremdeles, indtil der nås et stabilt grundstof. Sådanne "henfaldsserier", som f.eks. uran-radium- og thorium-serierne, var kendt i løbet af få år efter opdagelsen af radioaktivitet og dannede grundlag for at udvikle teknikker til radiometrisk datering.
Blandt pionererne på radioaktivitetens område var Bertram B. Boltwood, en ung kemiker som netop var gradueret fra Yale-universitetet, og den ernergiske Rutherford. Boltwood havde studeret radioaktive materialer som konsulent, og da Rutherford gav forelæsninger på Yale i 1904, inspireredes Boltwood til at beskrive grundstoffernes sammenhænge i de forskellige henfaldsserier. I slutningen af 1904 tog Rutherford det første skridt mod radiometrisk datering ved at foreslå, at de alfapartikler, som udsendtes ved radioaktivt henfald, kunne være fanget i klippemateriale som heliumatomer. På dette tidspunkt kunne Rutherford kun gætte på forholdet mellem alfapartikler og heliumatomer, men han beviste forbindelsen fire år senere.
Soddy og William Ramsay, der på dette tidspunkt arbejdede på University College i London, havde netop bestemt den hastighed, hvormed radium udsender alfapartikler, og Rutherford foreslog, at han kunne aldersbestemme en klippeprøve ved at måle dens heliumkoncentration. Ved denne teknik daterede han et klippestykke, han havde til rådighed, til at være 40 millioner år. Rutherford skrev,
| Citat | Jeg kom ind i rummet, som var halvmørkt, og bemærkede straks Lord Kelvin blandt tilhørerne og indså, at jeg var i vanskeligheder, eftersom sidste del af min forelæsning omhandlede Jordens alder, hvor mine synspunkter var i modstrid med hans. Til min lettelse faldt Kelvin hurtigt i søvn, men da jeg nåede til det vigtige punkt, så jeg den gamle krage sætte sig op, åbne et øje og kaste et olmt blik mod mig! Så fik jeg en pludselig inspireret indskydelse og sagde: 'Lord Kelvin har gjort Jordens alder begrænset under den forudsætning, at der ikke opdagedes nogen ny kilde. Denne profetiske ytring hentyder til det, vi skal se på her i aften, radium!' Hurra! Den gamle dreng strålede imod mig. | Citat |
|       | |       |

Rutherford antog, at radiums henfaldstid ifølge Ramsay og Soddys bestemmelse var nøjagtig, og at helium ikke undslap fra klippeprøven i tidens løb. Dette viste sig at være fejlbehæftede forudsætninger, men det var et nyttigt første skridt.
Boltwood fokuserede på slutprodukterne af henfaldsserierne og foreslog i 1905, at bly var det endelige og stabile slutprodukt fra henfald af radium. Det var allerede kendt, at radium var et mellemprodukt fra henfald af uran. Rutherford bidrog med at skitsere en henfaldsproces, hvor radium ved udsendelse af fem alfapartikler gennem forskellige mellemprodukter endte som bly og overvejede, om denne radium-bly-henfaldskæde kunne bruges til at datere klippeprøver. Boltwood gjorde arbejdet og havde ved slutningen af 1905 dateret 26 forskellige klippeprøver til aldre mellem 92 og 570 millioner år. Han offentliggjorde ikke disse resultater, hvilket var heldigt, eftersom de var fejlagtige på grund af målefejl og dårlige estimater af radiums halveringstid. I stedet forfinede han sit arbejde og offentliggjorde resultaterne i 1907.
Boltwoods skrift påpegede, at prøver taget fra sammenlignelige stratalag havde et ensartet bly-uran-forhold, og at prøver fra ældre lag indeholdt en større mængde bly, bortset fra tilfælde, hvor der var bevis for, at bly var blevet udfældet fra prøven. Hans undersøgelser var imidlertid stadig unøjagtige, fordi henfaldsserierne for thorium ikke var helt klarlagt, så prøver med indhold af både uran og thorium gav forkerte resultater. Alligevel var hans beregninger de mest nøjagtige, som hidtil havde været foretaget. Forbedringer i teknikken betød senere, at Boltwoods 26 prøver havde aldre fra 250 millioner til 1,3 milliarder år.

### Arthur Holmes' bidrag til radiometrisk datering
Skønt Boltwood offentliggjorde sin afhandling i et fremtrædende geologisk tidsskrift, udviste geologerne meget lidt interesse for radioaktivitet. Boltwood opgav sit arbejde med radiometrisk datering og kastede sig over undersøgelse af andre henfaldsserier. Rutherford forblev lettere nysgerrig omkring emnet Jordens alder, men viede det kun i ringe grad arbejde.
Robert Strutt beskæftigede sig sporadisk med Rutherfords heliummetode til 1910 og stoppede derefter, men hans elev Arthur Holmes blev interesseret i radiometrisk datering og fortsatte arbejdet med det, efter at alle andre havde opgivet det. Holmes fokuserede på datering baseret på bly, fordi han anså heliummetoden for lidet lovende. Han foretog målinger af klippeprøver og konkluderede i 1911, at den ældste (en prøve fra Ceylon) var omkring 1,6 milliarder år gammel.:74  Beregningerne var ikke særligt troværdige, idet han f.eks. antog, at prøverne udelukkende havde indeholdt uran og intet bly, da de dannedes.
Af stor vigtighed var det, at der i 1913 fremkom undersøgelser, som viste, at grundstofferne i almindelighed forekommer i mange varianter, "isotoper", med forskellig masse, hvilket i 1930'erne vistes at skyldes, at deres kerner har forskellige antal af de neutrale partikler, som kaldes "neutroner". Samme år offentliggjordes andre forskningsresultater, som fastlagde reglerne for radioaktivt henfald, og gav mulighed for mere præcis bestemmelse af henfaldsserier.
Mange geologer følte, at disse nye opdagelser gjorde radiometrisk datering så kompliceret, at den var værdiløs, men Holmes var af den opfattelse, at de gav ham værktøjer til at forbedre teknikkerne, og han drev sin forskning videre og offentliggjorde resultater før og efter 1. verdenskrig. Hans arbejde blev i almindelighed overset indtil 1920'erne, omend Joseph Barrell, en geologiprofessor ved Yale, i 1917 reformulerede den geologiske historie, som den blev forstået på denne tid, så den var overensstemmende med Holmes' resultater fra radiometrisk datering. Barrells forskning viste, at ikke alle stratalag var aflejret med samme hast, hvorfor hastigheden af nutidens geologiske ændringer ikke kunne bruges til at udforme nøjagtige tidslinjer for Jordens historie.
Holmes' udholdenhed begyndte endelig at give resultat i 1921, da talere ved årsmødet i Den britiske forening til videnskabens fremme nåede til bred enighed om, at Jorden var nogle få milliarder år gammel, og at radiometrisk datering var troværdig. Holmes udgav The Age of the Earth, an Introduction to Geological Ideas i 1927, hvori han angav et aldersinterval for Jorden på fra 1,6 til 3 milliarder år.:77–78  Da han var fysiker, tog geologerne ikke dette til sig, så der skete ikke noget stort gennembrud for radiometrisk datering før i 1931, da den voksende mængde beviser fik National Research Council i USA's National Academy of Sciences til at søge et endeligt svar på spørgsmålet om Jordens alder og nedsatte en komite til at undersøge det. Holmes, som var en af de få, der var uddannet i radiometriske dateringsteknikker, var medlem af komiteen og skrev i virkeligheden det meste af dens endelige rapport.:77–78 
Rapporten konkluderede, at radioaktiv datering var den eneste pålidelige måde at fastlægge geologiske tidslinjer på. Indvendinger om partiskhed ved denne konklusion kunne afvises på grund af den store og nøjagtige detaljrigdom i rapporten, som beskrev de anvendte metoder, den nøjagtighed som målingerne blev foretaget med og deres fejlkilder og begrænsninger.

### Moderne radiometrisk datering
Radiometrisk datering er stadig den mest anvendte metode til aldersdatering af geologiske tidslinjer, og de anvendte teknikker er blevet afprøvet og finjusteret i de seneste mere end 50 år. Der findes nu omkring fyrre forskellige dateringsteknikker, som bruges ved aldersbestemmelse af en bred vifte af stoffer, og teknikkerne giver stor overensstemmelse i resultatet, når de anvendes på samme prøve.
Der er problemer omkring forurening af prøverne, men disse er blevet undersøgt og kan undgås. Blandt andet begrænses risikoen ved omhyggelige procedurer omkring forbehandling af prøvestykkerne. Der udføres dagligt mange tusinde målinger med stor præcision og nøjagtige resultater, og forskningen fortsætter med at forfine og forbedre metoderne.

#### Brug af meteoritter
Jordens nugældende alment accepterede alder fastsattes af C.C. Patterson og offentliggjordes i 1956 på grundlag af datering af adskillige meteoritter, herunder Canyon Diablo-meteoritten, ved hjælp af uran-bly isotoper (helt præcist såkaldt bly-bly-datering).
Bedømmelsen af Canyon Diablo-meteoritten, der af flere vigtige grunde har været mest udslagsgivende ved fastsættelsen af Jordens alder, er bygget på den forståelse af de kemiske forhold i kosmos, som er opbygget ved forskning i mange tiår. De fleste geologiske prøver fra Jorden kan ikke give et direkte tidspunkt for Jordens dannelse af den oprindelige urtåge, fordi Jorden har undergået en stofdifferentiering, som har skabt dens kerne, kappe og skorpe, og disse har derefter været gennem en lang historie af opblanding, bl.a. ved pladetektonik, forvitring og hydrotermisk cirkulation.
Alle disse processer kan have forstyrrende indvirkning på de isotopiske dateringsmetoder, fordi en prøve ikke altid kan antages at have været et lukket system, hvormed menes, at hverken oprindelige eller afledte nuklider (atomkerner karakteriseret ved antallet af neutroner og protoner) er undsluppet fra prøven, hvilket vil forrykke den endelige, isotopiske datering. For at imødegå denne virkning dateres sædvanligvis flere mineraler fra samme prøve for at opnå en isokron. Alternativt anvendes flere forskellige dateringsmetoder på den samme prøve for at bekræfte dateringen.
Nogle meteoritter anses for at bestå af det mere primitive materiale fra den oprindelige skive, som solsystemet dannedes af. Nogle af disse har (for visse isotopiske systemer) været lukkede systemer fra ganske kort tid efter, at urtågen og planeterne dannedes. Disse antagelser understøttes af mange videnskabelige undersøgelser og gentagne dateringer og er i hvert fald mere robuste hypoteser end at gå ud fra, at en klippe fra Jorden har bevaret sin oprindelige sammensætning.
Alligevel er det lykkedes at benytte blymalm (bestående af blyglans) fra æonen Arkæikum til at datere Jordens dannelse. Denne malm udgør de tidligst dannede blymineraler og ligeledes de tidligste, homogene bly-bly-isotopsystemer på planeten. Målingerne har give en aldersdatering på 4,54 milliarder år med en fejlmargin på så lidt som 1%.:310–341 

#### Canyon Diablo-meteorittens særlige betydning
Canyon Diablo-meteoritten har været en primær kilde til fastlæggelse af Jordens alder, fordi det er en meget stor klump af en særlig sjælden meteorittype, som både indeholder sulfidmineraler (særligt jernsulfid, FeS), metalliske nikkel-jern-legeringer og silikater.
Det er vigtigt, fordi tilstedeværelsen af de tre mineraltyper giver mulighed for at undersøge dateringen af isotoperne ved prøvestykker, som udviser stor forskel i koncentrationen af primære og afledte nuklider. Det gælder i særlig grad for uran og bly. Bly er stærkt chalcofilt og optræder i sulfid i meget større koncentration end i silikat, modsat uran. Den store forskel i de primære og afledte nuklider ved meteorittens dannelse har derfor givet mulighed for en mere præcis datering af urtågens – og dermed planeternes – dannelse end nogensinde før..
Canyon Diablo-dateringen er nu bekræftet af hundredvis af andre dateringer, både fra prøver af klipper fra Jorden og fra andre meteoritter. Meteoritprøverne viser imidlertid et aldersinterval fra 4,53 til 4,58 milliarder år, og dette tolkes som udtryk for den tid, der gik, fra urtågen dannedes, og til den faldt samme og dannede Solen og planeterne. Dette tidsrum på 50 millioner år er langt nok til, at planeterne kunne samles af det oprindelige stof i tågen.
Apollo missionerne har hjembragt klippeprøver fra Månen, som ikke har pladetektonik, og som ikke har nogen atmosfære af betydning, og de har givet helt præcise aldersdateringer i intervallet 4,4 til 4,5 milliarder år. Eftersom måneprøverne ikke har været udsat for forvitring, pladetektonik eller påvirkning fra levende organismer, kan de også benyttes til datering ved direkte undersøgelse i elektronmikroskop af spor efter kosmisk stråling. Akkumuleringen af de forstyrrelser, som skabes, når klipperne rammes af kosmiske stråler med høj energi, giver endnu en bekræftelse af de isotopiske dateringer. Datering ved kosmisk stråling kan kun bruges på materiale, som ikke har været smeltet, fordi smeltningen tilintetgør materialets krystalstruktur og sletter de spor, partiklerne har afsat.
Også meteoritter fra Mars, som er fundet på Jorden, er ved bly-bly-datering fundet at være omkring 4,5 milliarder år.
Alt i alt støtter overenstemmelserne mellem aldersbestemmelsen af både de tidligste blyaflejringer på Jorden og af alle andre aflejringer i solsystemet, som kendes indtil nu, den hypotese, at Jorden og solsystemet i øvrigt dannedes for mellem 4,53 og 4,58 milliarder år siden.

### Helioseismisk bekræftelse
Den radiometriske datering af meteoriter kan verificeres fra undersøgelser af Solen. Solens alder kan bestemmes ved "helioseismologiske" metoder, som giver stor overensstemmelse med de radiometriske dateringer af de ældste meteoritter.